# Panská Javorina
Panská Javorina (943 m n.p.m.) – szczyt w Wysokim Inowcu – północno-wschodniej części Gór Inowieckich na Słowacji.

## Położenie
Przez szczyt przebiega granica administracyjna między krajami: trenczyńskim (powiat Nowe Miasto nad Wagiem) i nitrzańskim (powiat Topolczany).

## Charakterystyka
Zbocza wschodnie i częściowo północne pokryte w większości łąkami, użytkowanymi jako pastwiska. Pozostałe stoki pokryte zwartymi kompleksami leśnymi, znanymi jako tereny łowieckie zasobne w zwierzynę płową i dziki.

## Turystyka
Szczyt często odwiedzany. W siodle pod szczytem węzeł szlaków turystycznych. Na szczyt prowadzą:
- znaki żółte  z miejscowości Podhradie przez rozdroże Jamka;
- znaki zielone  z ośrodka rekreacyjnego Duchonka (Prašice);
- znaki niebieskie  z Prašíc przez Kulháň;
- znaki czerwone  z siodła pod Pańską Jaworzyną.

## Wieża widokowa
Atrakcyjność turystyczną góry znacząco podniosła wieża widokowa, wzniesiona na jej szczycie w 2009 r. Zbudowało ją z inicjatywy Zoltána Bajzíka, starosty wsi Závada, miejscowe Stowarzyszenie Wsi Mikroregionu Topolczańsko-Duchońskiego (Spoločenstvo obcí topoľčiansko-duchonského mikroregionu) SOTDUM. Wykopy pod fundamenty rozpoczęto 3 września 2009 r., natomiast elementy konstrukcji wieży dostarczono na szczyt śmigłowcem w dniu 6 listopada tegoż roku.
Czworoboczna, czterokondygnacyjna wieża, nakryta czterospadowym dachem, została zbudowana z drewna modrzewiowego w konstrukcji słupowej. Stoi na betonowej płycie fundamentowej. Jej wysokość wynosi 16,5 m, długość boku podstawy 4 m. Jej projektantem jest Ľubomír Bečka z Bojnej. Wieża jest oświetlona – energia pochodzi z zainstalowanych na niej ogniw fotowoltaicznych.
Panorama z wieży obejmuje następujące grupy górskie: Małe Karpaty, Białe Karpaty, Trybecz, Ptacznik, Góry Strażowskie oraz częściowo Małą i Wielką Fatrę.